# Karen Demirchián
Karen Demirchián (en armenio: Կարեն Դեմիրճյան; Ereván, 17 de abril de 1932 - ib., 27 de octubre de 1999) fue un ingeniero y político armenio. Ejerció como Secretario General de la República Socialista Soviética de Armenia desde 1974 hasta 1988. Tras la restauración de independencia estuvo un tiempo apartado de la política, pero volvió para presentarse a las elecciones presidenciales de 1998 y posteriormente fue presidente de la Asamblea Nacional de Armenia desde el 11 de junio de 1999 hasta su muerte.

## Biografía
Nacido en Ereván en 1932, se graduó en ingeniería mecánica por el Instituto Politécnico de Ereván en 1954, año en el que también se afilió al Partido Comunista. Después de completar su formación en la Escuela Superior del Partido, asumió cargos a nivel municipal hasta que en 1972 se integró en la secretaría del Comité Central armenio; en 1974 fue nombrado Secretario General del Partido Comunista, lo que le convertía de facto en el líder de la RSS de Armenia.
El mandato de Demirchián estuvo marcado por el desarrollo de la economía local dentro de los estándares soviéticos, con hitos como la puesta en marcha de la central nuclear Metsamor, la construcción del aeropuerto de Shirak y la inauguración del metro de Ereván. También fue el primer líder comunista de la república que condenó el genocidio armenio. Sin embargo, perdió el cargo en mayo de 1988 por su gestión de las movilizaciones ciudadanas del Alto Karabaj. Tras la disolución de la Unión Soviética en 1991 y la restauración de la independencia de Armenia, Demirchián asumió la dirección de Hayelectromekena —la mayor planta eléctrica del país— y se mantuvo apartado de la gestión pública durante siete años.
En 1998, a raíz de la caída del gobierno de Levon Ter-Petrosián, volvió a la política para presentarse a las elecciones presidenciales, en las que llegó a la segunda vuelta y fue derrotado por Robert Kocharián. De inmediato fundó un partido político de inspiración socialista, el Partido Popular de Armenia, y se alió con el ministro de Defensa, Vazgen Sargsián, para formar una coalición en las elecciones parlamentarias: la lista unitaria obtuvo mayoría absoluta y Kocharián fue nombrado presidente de la Asamblea Nacional de Armenia, mientras que Sargsián asumió como primer ministro.
El 27 de octubre de 1999 se produjo un atentado terrorista contra la Asamblea Nacional, cuyas causas aún no han sido esclarecidas, en el que fallecieron ocho personas, entre ellos el primer ministro y el presidente de la cámara. Demirchián fue enterrado con honores de estado en el Panteón de Komitas y condecorado Héroe Nacional de Armenia a título póstumo. Del mismo modo el Complejo Deportivo de Ereván y la red de metro, que habían sido inaugurados bajo su mandato, fueron renombrados en su honor.
Le sobrevivieron su esposa y dos hijos. Uno de ellos, Stepan Dermichián, siguió los pasos del padre y se presentó a las elecciones presidenciales de Armenia de 2003.